# Maps (chanson de Lesley Roy)
Pour les articles homonymes, voir Maps.
Chansons représentant l'Irlande au Concours Eurovision de la chanson
Story of My Life
(2020) That's Rich
(2022)
Maps est une chanson interprétée, par Lesley Roy.
Elle est sélectionnée pour représenter l'Irlande au Concours Eurovision de la chanson 2021, à l'issue d'une sélection interne, le 26 février 2021.